# Renault Reinastella

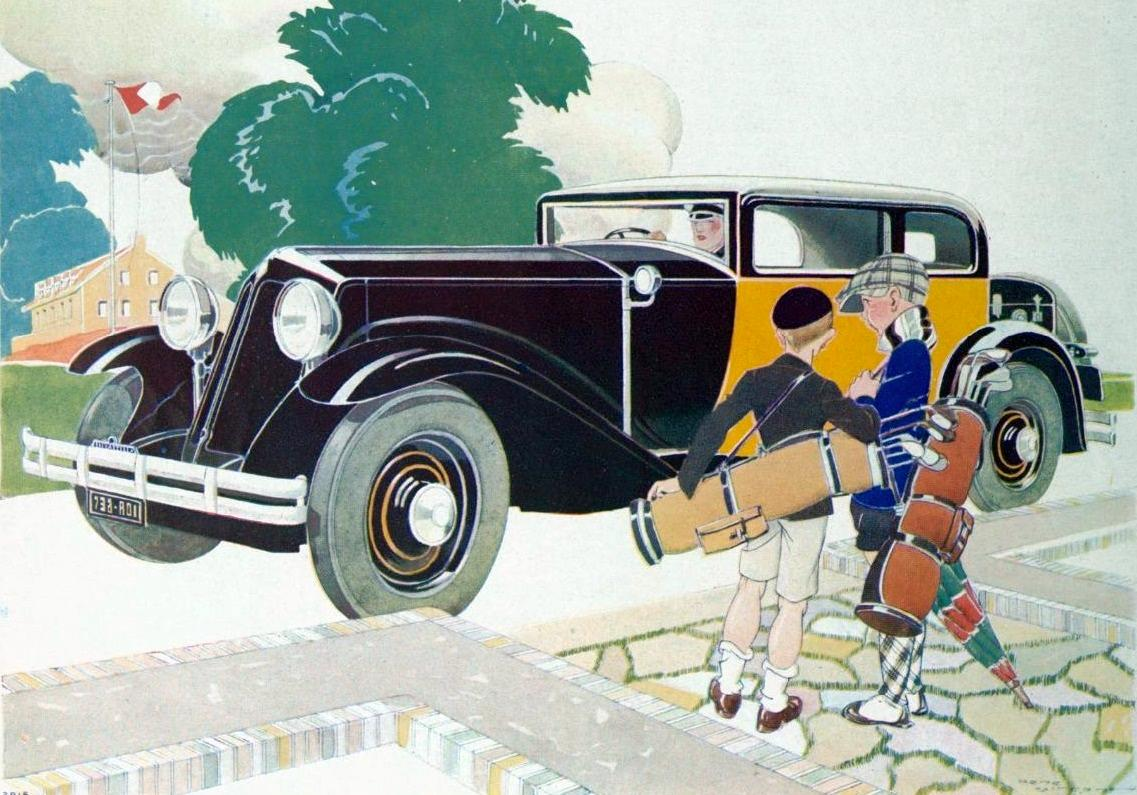
Publicité Renault d'octobre 1930, pour sa gamme Stella (Mona, Viva, Nerva… et Reina).

La Reinastella, présentée pour la 1re fois au Salon de Paris en octobre 1928, est une automobile de luxe qui fut fabriquée par Renault. Elle adopte un 8 cylindres en ligne (une première pour Renault) de 7,1 litres de cylindrée.
Nouveau modèle de haut de gamme auquel revient la lourde tâche de succéder à la prestigieuse 40 CV abandonnée quelques mois plus tôt. La 40 CV n'avait jamais brillé par une mécanique originale ou élaborée, mais son énorme cylindrée l'avait dotée de performance flatteuse et son châssis se prêtait bien à l'établissement de carrosseries somptueuses. Grâce à cela, la 40 CV avait incontestablement une auréole de gloire, et sa remplaçante - la Reinastella - ne peut se permettre de décevoir une clientèle à juste titre exigeante (n'oublions pas que la 40 CV et la Reinastella évoluent dans des zones de prix astronomiques…). Elle sera d'ailleurs elle aussi la voiture officielle du président de la République française.
La Reinastella est la première 8 cylindres fabriquée à Billancourt, mais sa cylindrée se limite à 7,1 litres (contre 9,1 litres pour la 40 CV). Ce nouveau moteur 8 cylindres dispose d'un vilebrequin à 9 paliers et d'un carburateur double corps. La suspension arrière reprend la formule mise récemment au point par Renault (deux ressorts obliques cantiveler complétés par un ressort à lames transversales). La boîte de vitesses comporte seulement 3 rapports, comme celle de la Vivastella et des autres Renault 1929.

## Historique des modèles
- Type RM (1928–1930) :

Le moteur Type 314 développait 110 ch. Avec un empattement de 371,4 cm et une voie de 150,7 cm à l'avant et 153,5 cm à l'arrière, le véhicule mesurait 540 cm de long avec pare-chocs (550 cm avec valise), 192 cm de large et 180 cm de haut. Le rayon de braquage était de 17 mètres. Le châssis pesait 1 780 kg pour la limousine Pullman et le landaulet.
À partir de 1929, un châssis plus court était également disponible proposant des berlines quatre portes, berlines cabriolet quatre portes et des roadsters. 
- Type RM 1 (1930–1931) :

Cette version est apparue en 1930. Habituellement, il y avait des fentes d'aération verticales sur les côtés du capot ; Cependant, il existait également des carrosseries de fabrication externe sans ces fentes de ventilation. En plus des limousines, des limousines Pullman, des cabriolets et des coupés roadsters, des voitures de tourisme ont été produites. 
- Type RM 2 & RM 3 (1931–1932) :

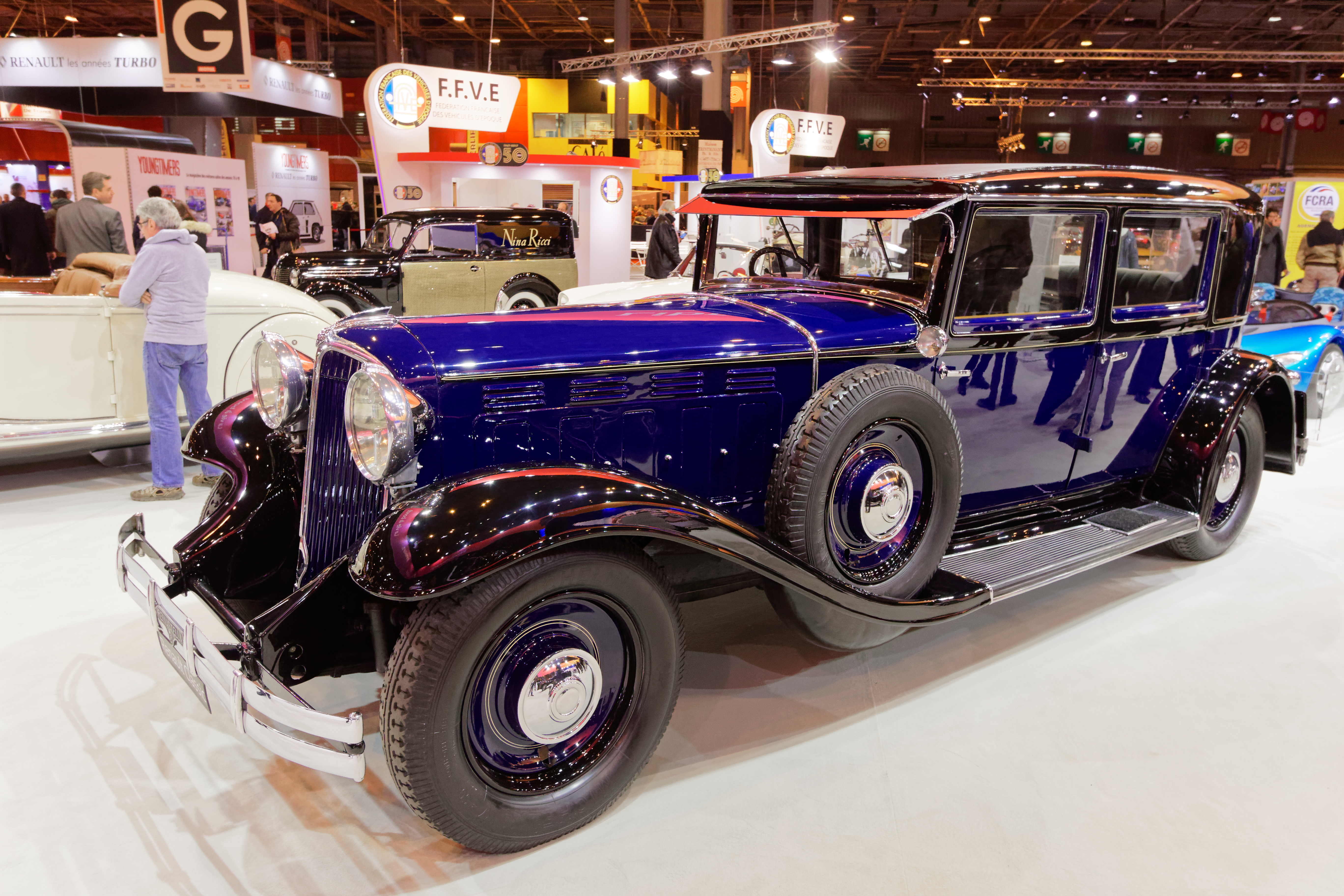
Renault Reinastella Type RM 2 - 1932.

Deux versions ont été présentées en octobre 1931. Reconnaissable à sa nouvelle calandre et le capot à cinq volets. Certains véhicules avaient 12 courtes fentes de ventilation horizontales au-dessus, disposées en quatre groupes de trois. Selon la variante de carrosserie, les véhicules mesuraient désormais entre 540 et 560 cm de long, 192 cm de large et entre 173 et 180 cm de haut. En version Sport avec une transmission à quatre vitesses, il n'y avait que des berlines, et en version Tourisme avec une transmission à trois vitesses, il y avait des limousines et des limousines Pullman. 
- Type RM 4 (1933) :

Cette version était dans la gamme de l'année modèle 1933. Le moteur développe maintenant 130 ch. Contrairement aux versions précédentes, le pare-chocs avant ne se composait plus de deux tubes, mais était fait d'une seule pièce. Phares obus allongés.

## Caractéristiques moteur RM 4 type 398
- Moteur 8 cylindres en ligne 7 125 cm3
- Alésage, course : 90 × 140 mm
- puissance : 130 ch à 3 000 tr/min
- puissance fiscale : 41 cv
- culasse : Fonte
- vilebrequin : 	9 paliers
- alimentation : 	1 carburateur double corps Solex
- distribution : 	1 arbre à cames latéral - 2 soupapes latérales par cylindre
- Longueur : 530 cm
- Largeur : 185 cm
- Empattement : 371 cm
- Poids : 2 700 kg
- Vitesse : 145 km/h
- Prix : de 120 000 à 180 000 F selon les carrosseries

Prix en 1931 : 18 000 FF (équivalent à 86 100 euros en 2001).

## Compétition

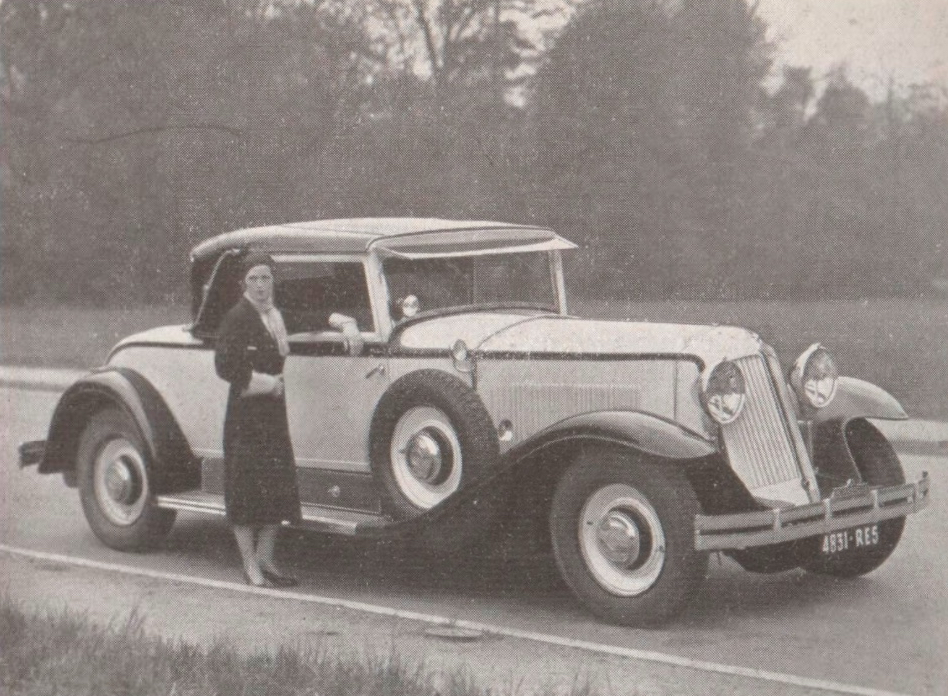
La comtesse Bernard de Ganay, à côté de sa Reinastella (Vogue).

La comtesse Bernard de Ganay remporte le rallye féminin Paris-Cannes en 1930 au volant de sa Reinastella.